# عثق
العثق (الاسم العلمي: Osyris)، جنس نباتات من فصيلة الصندلية. هي إحدى الأجناس العديدة التي تعرف باسم خشب الصندل.
إن الأنواع من هذا الجنس هي في معظمها طفيليات النصفية (نبات أخضر تغزو جذوره أنسجة نبات آخر وتأخذ الماء وبعض المغذيات منه.)، على الرغم من أنها تستطيع البقاء على قيد الحياة والنمو من تلقاء نفسها، إلا أنها تستغل بشكل انتهازي أنظمة الجذر للنباتات المجاورة وتتطفل عليها.
أنواع مختارة:
- عثق أبيض اسمه الشائع عثق
- Osyris daruma
- Osyris compressa – رأس السماق أو شجيرة التانين الساحلية[5]
- Osyris lanceolata – خشب الصندل الأفريقي
- عثق رباعي الأقسام – نبات الشاي البري
- Osyris tenuifolia - خشب الصندل الشرق أفريقي